# No Surprises/Running from Demons
No Surprises/Running From Demons es el cuarto EP de género alternativo de la banda británica Radiohead. Fue producido por Nigel Godrich y emitido el 10 de diciembre de 1997 únicamente para el país oceánico Japón. Este EP tiene la característica de contener varias canciones que también están en el próximo EP que lanzaría la banda, Airbag/How Am I Driving?; Éstas canciones son Pearly(*) en versión Remix, Melatonin, Meeting in The Aisle, y A Reminder.  La canción Bishop's Robes fue incluida en el sencillo Street Spirit (Fade Out) CD 1
- Datos: Q379513